# 枸杞瘤節蜱
枸杞瘤節蜱（学名：Aceria kuko）为節蜱科瘤節蜱屬下的一个种。